# Marija Golubeva
Marija Golubeva (Riga, 28 giugno 1973) è una politica, politologa e storica lettone, ministro dell'Interno della Lettonia dal maggio 2021 al giugno 2022 nel governo Kariņš I, membro del 13° Saeima e leader del programma Development/For! Saeima.
In ambito accademico si è specializzata in politica dell'immigrazione e politica dell'istruzione.

## Biografia
Golubeva ha studiato filologia inglese presso l'Università della Lettonia, laureandosi nel 1994. Nel 1995 ha conseguito un Master in Storia presso la Central European University. Ha poi frequentato l'Università di Cambridge, dove ha conseguito il dottorato nel 2000.
Nel 1999 ha iniziato a insegnare storia culturale presso l'Accademia della cultura lettone. Nell'anno accademico 2001-2002 è stata direttrice ad interim del Dipartimento di Scienze Politiche dell'Università Stradiņš di Riga, e l'anno successivo è stata a capo di un centro di ricerca presso l'Università di Scienze applicate della Livonia. Ha poi lavorato come consulente presso la Cancelleria di Stato, e nei periodi 2004-2012 e 2014-2016 ha lavorato presso il centro di ricerca Providus sugli affari pubblici. È stata anche consulente per ICF International.
Nel 2017 è stata tra i fondatori del partito Development/For! ed è stata eletta nel suo primo consiglio.
Alle elezioni parlamentari del 2018 è stata eletta al Saeima del quale in seguito è stata anche vicesegretaria.
Il 3 giugno 2021, dopo la ridistribuzione delle cariche ministeriali nel governo di Krišjānis Kariņas a causa del ritiro del partito KPV LV dal governo, è stata eletta ministro dell'Interno della Repubblica di Lettonia, carica da cui si è dimessa il 16 maggio 2022 dopo che l'Unione Nazionale, uno degli alleati della coalizione, ha espresso sfiducia riguardo alle attività delle forze dell'ordine durante la deposizione di fiori al Monumento alla Vittoria a Riga il 9 e 10 maggio. Il 19 maggio Golubeva ha rinnovato il suo mandato come membro del Saeima.

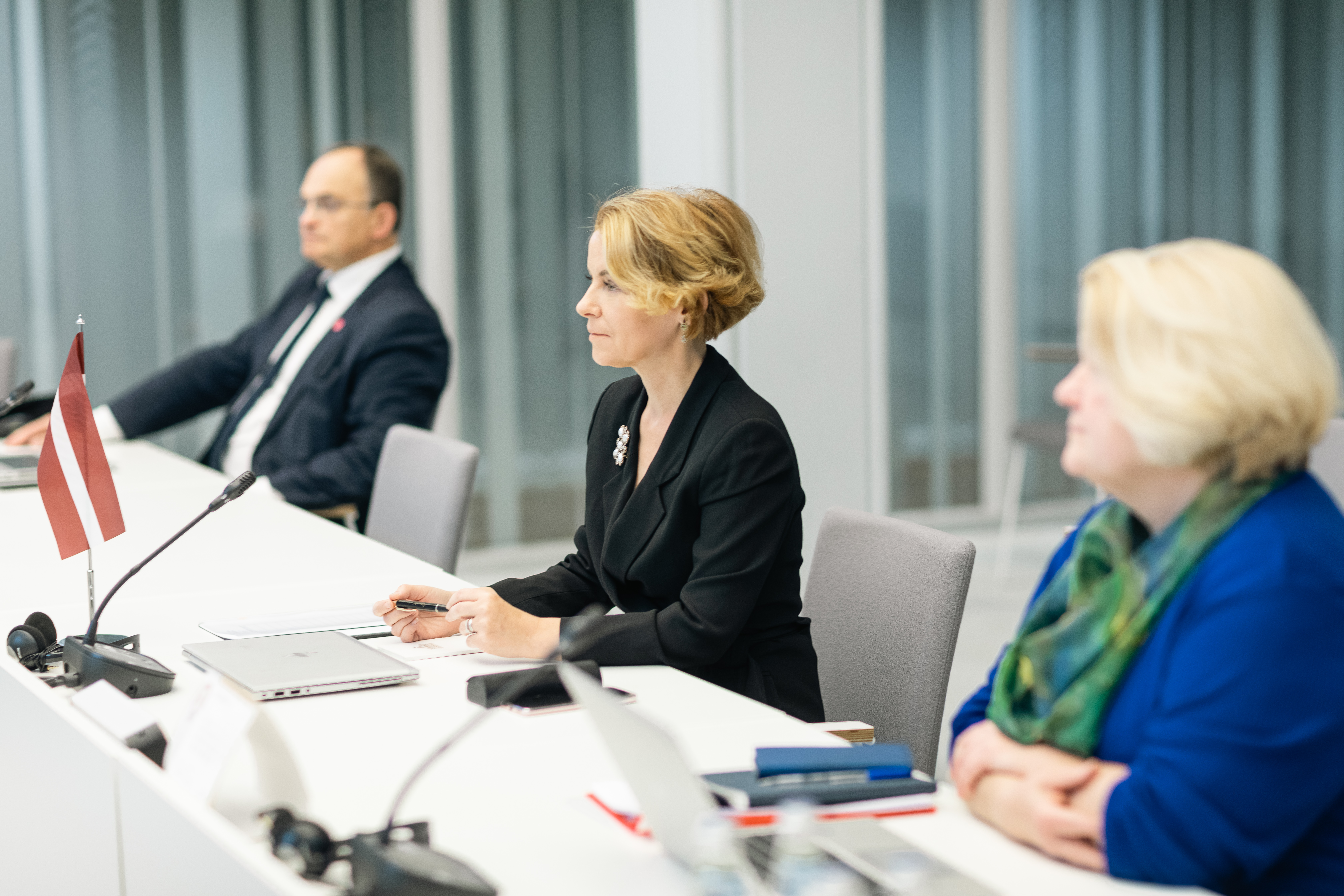
Marija Golubeva al meeting della Commissione degli Affari Europei

## Vita privata
Golubeva è considerata la prima ministra apertamente lesbica della Lettonia e il secondo membro apertamente LGBT del Saeima dopo Edgars Rinkēvičs. La sua compagna è Diāna Ieleja.